# Nata (langue)
Pour les articles homonymes, voir Nata.
Le nata, aussi appelé ekinata ou ikoma, est une langue bantoue parlée dans la région de Mara en Tanzanie.

## Écriture
| a | bh | ch | e | ë | gh | h | i | k | m | n | ng’ | ny | o | ö | r | s | sh | t | u | w | y |